# Wurmbea marginata
Wurmbea marginata är en tidlöseväxtart som först beskrevs av Louis Auguste Joseph Desrousseaux, och fick sitt nu gällande namn av Rune Bertil Nordenstam. Wurmbea marginata ingår i släktet Wurmbea och familjen tidlöseväxter. Inga underarter finns listade i Catalogue of Life.

## Bildgalleri

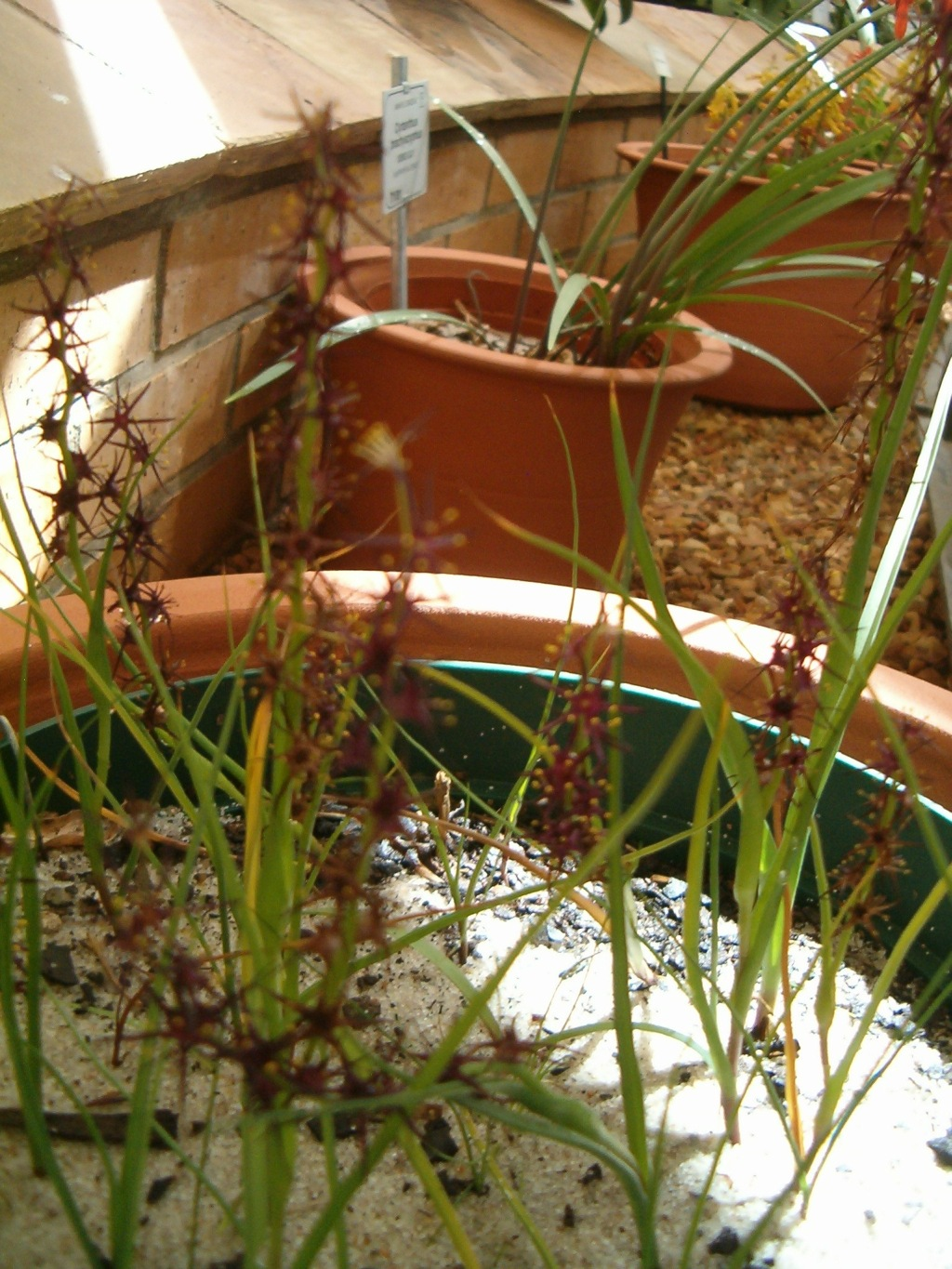
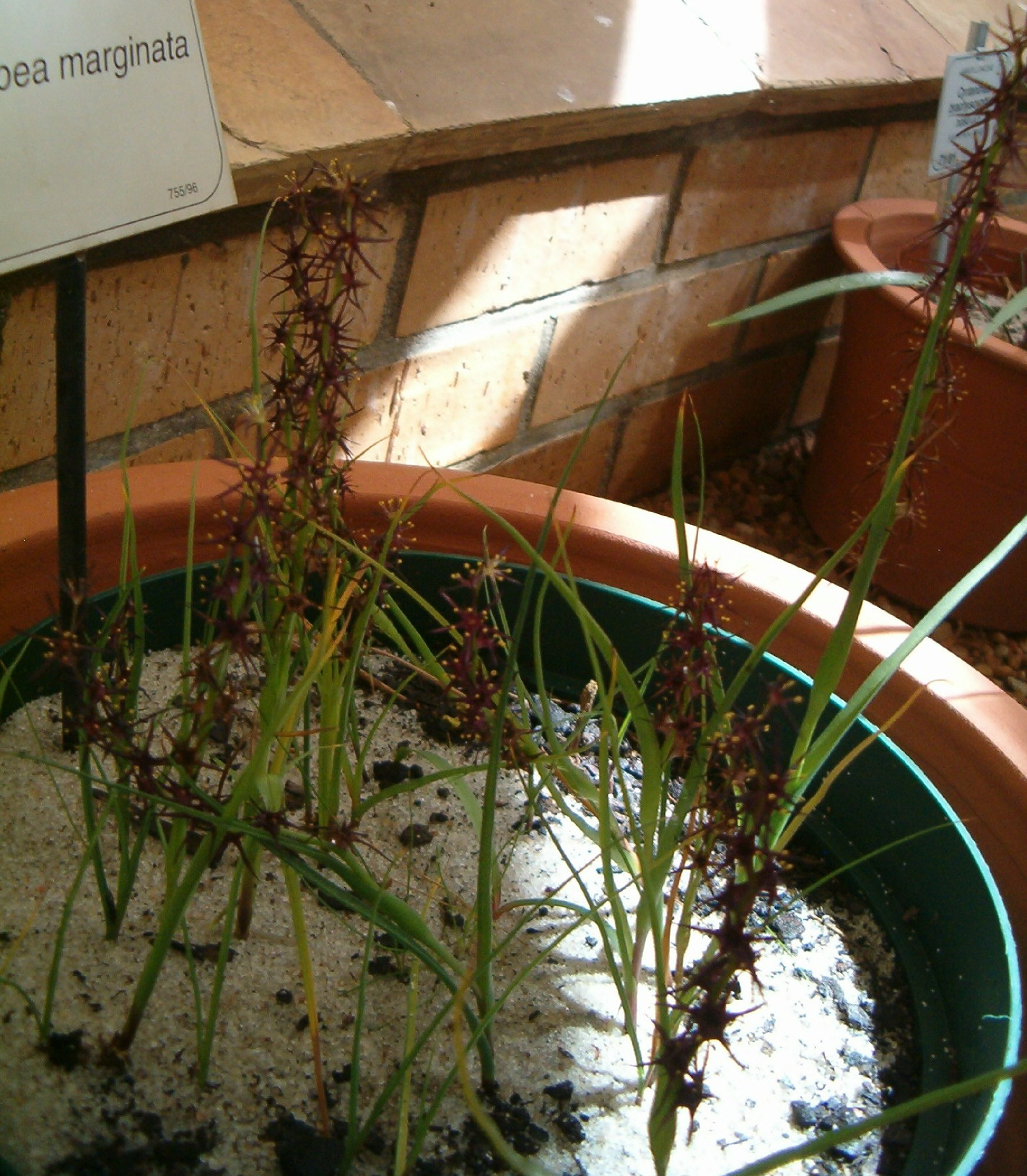